# Guigo de Cabanas
Guigo de Cabanas o Guigo de Cabanes, identificato unanimemente dagli studiosi con Guigo (fl. XIII secolo) è stato un trovatore occitano attivo nella prima metà del XIII secolo, possibilmente originario di Cabanes (Bouches-du-Rhône) e contemporaneo di Bertran d'Alamanon.
Insieme a Esquileta ha composto un partimen (N'Esqileta, quar m'a mestier)
             N'Esqileta, quar m'a mestier,

             m'aven a cercar mant seignor,

             e sitot non sai entre lor

             cridar a foc per En Rogier,

             ben eu conosc que prez destriza

             e fina valors a briza,

             e ses cridar sai en cort conoissen

             ben dir dels pros e mal de l'avol gen.

             [...]